# نادي تشيلسي للسيدات
نادي تشيلسي للسيدات لكرة القدم (بالإنجليزية: Chelsea Football Club Women)‏ هو نادي كرة القدم نسائي إنجليزي مقره في فولهام، إنجلترا. منذ عام 2004، انضم النادي إلى نادي تشيلسي، فريق الرجال في الدوري الإنجليزي الممتاز. كانت تشيلسي للسيدات عضوًا مؤسسًا في اتحاد كرة القدم للسيدات في 2010، وهو أعلى مستوى لكرة القدم النسائية في إنجلترا منذ عام 2011. من 2005 إلى 2010، تنافس الفريق في الدوري الإنجليزي الممتاز، القسم الأول لكرة القدم النسائية في إنجلترا في ذلك الوقت.